# BMW E9
BMW 2800 CS/3.0 CS/3.0 CSL (BMW:s chassikod: E9) är en personbil, tillverkad av den tyska biltillverkaren BMW mellan 1968 och 1975.

## BMW E9
E9-coupén var en utveckling av Wilhelm Hofmeisters 2000 C-modell. Den presenterades tillsammans med E3-sedanen hösten 1968 och modellerna delade den sexcylindriga M30-motorn. För att göra plats för den större motorn fick bilen längre hjulbas och en ny front. Liksom företrädaren byggdes den av Karmann.

## Modeller

### 2800 CS
Hösten 1968 startade produktionen av BMW 2800 CS . Motorn var en sexcylindrig version av den fyrcylindriga M10-motorn i 1500/1800-modellen och motorfamiljerna delar en mängd komponenter.

### 3.0 CS/CSi
Våren 1971 ersattes 2800:n av BMW 3.0 CS, med en större motor. Modellen introducerades på Internationella bilsalongen i Genève. Senare under året tillkom 3.0 CSi med bränsleinsprutning.

### 3.0 CSL

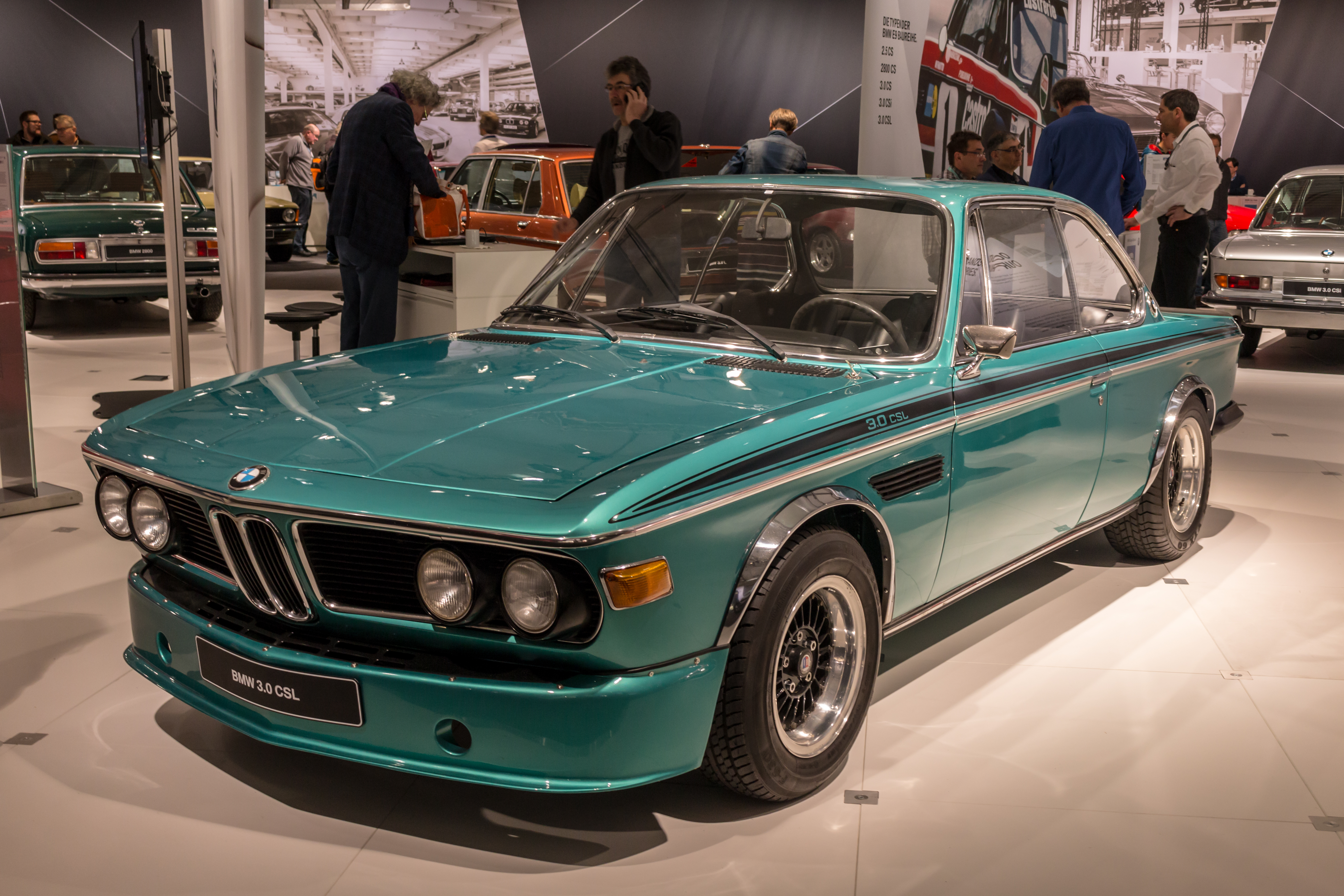
3.0 CSL

BMW 3.0 CSL är en lättvikts-variant som togs fram för att homologera modellen för standardvagnsracing, där FIA:s regler för grupp 2 krävde att 1000 exemplar byggdes. För att minska vikten byggdes karossen av tunnare stålplåt och yttre paneler, som dörrar och motorhuv gjordes av aluminium. Sido- och bakrutorna byttes mot plexiglas. All ljudisolering och komfortutrustning rensades ut ur kupén, men kunde köpas tillbaka av kunder som inte avsåg att tävla med bilen.
CSL-modellen byggdes i tre versioner. Den första versionen byggdes på initiativ av Alpina. Den introducerades i april 1971 och hade förgasarmotorn från 3.0 CS. Enbart viktminskning visade sig vara otillräckligt för att slå Fords snabba Capri RS-bilar och sedan det officiella fabriksteamet BMW M bildats kom en andra version i början av 1972. Dessa bilar hade ett omfattande aerodynamikkit med stora spoilers och en insprutningsmotor på 3003 cm³ som tillät bilen att tävla i klassen över tre liter. Spoilerpaketet gav CSL-modellen smeknamnet ”Batmobile”, men var förbjudet att använda på allmän väg i många länder, däribland Västtyskland. Den sista versionen tillverkades under 1974 och hade en motor på 3153 cm³.

### 2.5 CS
Den sista varianten blev BMW 2.5 CS från början av 1974. Den tillkom efter oljekrisen 1973 och hade en mindre motor för lägre bränsleförbrukning.Endast 874 bilar tillverkades.

## Motor
| Modell  | Motor               | Cylindervolym | Effekt | Bränslesystem      |
| ------- | ------------------- | ------------- | ------ | ------------------ |
| 2800 CS | 6-cyl radmotor SOHC | 2788 cm³      | 170 hk | Dubbla förgasare   |
| 3.0 CS  | 6-cyl radmotor SOHC | 2985 cm³      | 180 hk | Dubbla förgasare   |
| 3.0 CSi | 6-cyl radmotor SOHC | 2985 cm³      | 200 hk | Bränsleinsprutning |
| 3.0 CSL | 6-cyl radmotor SOHC | 3153 cm³      | 206 hk | Bränsleinsprutning |
| 2.5 CS  | 6-cyl radmotor SOHC | 2494 cm³      | 150 hk | Dubbla förgasare   |

## BMW 3.0 CSL/3.5 CSL

### Motorsport
Olika privatteam som Alpina och Schnitzer Motorsport tävlade med E9:an i grupp 2-utförande i ETCC. BMW fick dock se sig slagna av Ford och det var först sedan man lockat över Jochen Neerpasch från huvudkonkurrenten för att leda det officiella Motorsport GmbH som framgångarna kom. Neerpasch lusläste reglementet och introducerade bland annat ”Batmobilen”. Det här var exceptionella ”standardvagnar”, försedda med enorma vingar, överdimensionerade däck och inte minst, ett öronbedövande ljud. Under 1973 introducerades även en ny M49-motor med fyrventilstopp och i slutet av året stod Toine Hezemans som mästare. På grund av oljekrisen drog sig både BMW och Ford ur ETCC under 1974 och för att minska kostnaderna förbjöd FIA fabriksteamens specialkomponenter. E9:an var trots det fortsatt konkurrenskraftig och mellan 1975 och 1979 vann olika privatförare ETCC-titeln fem år i rad.
BMW of North America tävlade med E9:an i grupp 4-utförande i IMSA GT Championship under 1975 och 1976. De kom att vinna IMSA-lopp på Sebring International Raceway, Laguna Seca, Riverside International Raceway, Daytona International Speedway och Talladega Superspeedway. Förarna som bidrog till framgången var Hans-Joachim Stuck, Sam Posey, Brian Redman, Allan Moffat, Dieter Quester och Benny Parsons.
BMW tog även fram en grupp 5-variant med turbomotor på runt 700 hk och deltog också i sportvagns-VM. Många namnkunniga förare tävlade i bilarna under BMW:s färger, bland annat de svenska F1-förarna Ronnie Peterson och Gunnar Nilsson, men även Vasek Polak och Eddy Joosen. Tävlingsbilarna kom även att bli omtalade för att Motorsport GmbH lät kända konstnärer som Andy Warhol, Alexander Calder och Frank Stella dekorera bilarna.
På senare år har två svenska CSL tävlat i historiska cupen: Förenade bils med Rune Tobiasson som förare och Vasek Polaks bil från IMSA-serien med K.G. Almström som förare.

### Tekniska data
| Tekniska data                | 3.0 CSL Grupp 2                                                    | 3.5 CSL Grupp 4                                                    |
| ---------------------------- | ------------------------------------------------------------------ | ------------------------------------------------------------------ |
| Motor:                       | 6-cylindrig radmotor                                               | 6-cylindrig radmotor                                               |
| Cylindervolym:               | 3196 cm³                                                           | 3498 cm³                                                           |
| Borrning x slaglängd:        | 89,9 x 84,0 mm                                                     | 94,0 x 84,0 mm                                                     |
| Max effekt vid varvtal:      | 340 hk vid 7 400 v/min                                             | 430 hk vid 8 500 v/min                                             |
| Ventilstyrning:              | Enkel överliggande kamaxel                                         | Dubbla överliggande kamaxlar                                       |
| Antal ventiler per cylinder: | 2                                                                  | 4                                                                  |
| Bränslesystem:               | Kugelfischer bränsleinsprutning                                    | Kugelfischer bränsleinsprutning                                    |
| Växellåda:                   | 4-växlad manuell                                                   | 5-växlad manuell                                                   |
| Hjulupphängning fram:        | MacPherson fjäderben , skruvfjädrar, krängningshämmare             | MacPherson fjäderben , skruvfjädrar, krängningshämmare             |
| Hjulupphängning:             | Snett bakåtriktade triangellänkar, skruvfjädrar, krängningshämmare | Snett bakåtriktade triangellänkar, skruvfjädrar, krängningshämmare |
| Bromsar:                     | Ventilerade skivbromsar                                            | Ventilerade skivbromsar                                            |
| Chassi & kaross:             | Självbärande kaross i stål med yttre paneler i aluminium           | Självbärande kaross i stål med yttre paneler i aluminium           |
| Vikt:                        | 1050 kg                                                            | 1060 kg                                                            |